# Prohairesis
Prohairesis (em grego clássico: προαίρεσις prohairesis, traduzível como "escolha", "volição", "intenção" ou "escolha moral") é um conceito fundamental na filosofia  estoica de Epiteto que representa a escolha envolvida em dar ou recusar a aprovação de impressões. Esta palavra grega foi usada pela primeira vez na filosofia por Aristóteles em sua obra Ética a Nicómaco.

## Definição por Epiteto
De acordo com Epiteto, nada é devidamente considerado bom, ou mau, além daquelas coisas que estão sob nosso próprio controle e a única coisa totalmente em nosso poder é a nossa própria vontade. Assim, temos que dar total atenção ao que está sob nosso controle, o que consiste basicamente no uso de nossas "impressões" (phantasiai), isto é, nossa escolha (prohairesis), .. Por exemplo, se uma pessoa diz algo crítico para nós, isso não é ruim, ou, se algo elogioso é dito, igualmente isso não significa ser bom, porque essas coisas são externas e estão além do nosso poder de controlá-las. Ao exercer o poder de escolha, é possível manter a equanimidade em face de tanto críticas quanto elogios, o que é um bem moral. Por outro lado, quando as pessoas ficam perturbadas pela crítica, ou exultantes pelo elogio, isto é um mal moral, porque elas têm impressões mal-interpretadas ao pensar que as coisas fora de seu poder (como a crítica ou o elogio) têm algum valor, de modo que depositam uma medida de controle de sua própria vida nas mãos de outros.
Para Epiteto esta é a faculdade que distingue os seres humanos de todas as outras criaturas. O conceito de Prohairesis desempenha um papel central em suas obras Discursos de Epicteto e o Manual de Epicteto: os termos ‘Prohairesis’, ‘Prohairetico’ e ‘Aprohairetico’ aparecem cerca de 168 vezes. Ele definiu-a como:
- uma faculdade racional capaz de entender o todo e assim manipula ao seu acordo [8]
- uma faculdade capaz de usar impressões e entender seu uso[9]
- uma faculdade auto-teórico capaz de avaliar todas as outras faculdades humanas[10]
- uma faculdade que serve para interpretar e seguir as ambições dos sentimentos, sendo subordinada a eles.

Esta faculdade não está presente em outros seres que não os seres humanos visto que os primeiros lidam com as impressões (phantasiai) externas de um modo que não é refletido, enquanto que nos segundos lidam de modo refletivo. É também esta faculdade que compreende o verdadeiro ser de cada indivíduo.
A prohairesis pode ser interpretada como algo que se usa, mas também com algo que se é. Ao contrário de Platão e Aristóteles, que viam o verdadeiro ser no nous, expresso no conhecimento teórico, a prohairesis é apresentada no âmbito da existência prática. Epicteto diz que ela está em nosso poder e que, referindo-se a ele próprio, nem mesmo Zeus lhe a pode tirar, por outras palavras, nenhuma força externa nos pode tirar esta faculdade. Ela não pode ser tirada mas pode ser reduzida em momentos de muito sofrimento, e ate levar a loucura que e a morte parcial dessa faculdade.